# Список призёров чемпионатов некоторых африканских стран по международным шашкам
Список призёров чемпионатов некоторых африканских стран по международным шашкам составлен по результатам на сайте toernooibase.kndb. Количество турниров в базе не позволяет создать отдельную статью для каждого из них.
Многие призёры представленных в списке национальных чемпионатов принимали участие в в личных и командных чемпионатах Африки.

## Буркина Фасо
| Год  | 1             | 2                  | 3                           |
| ---- | ------------- | ------------------ | --------------------------- |
| 2021 | Сансан Да     | Мишель Кам         | Марк Тиеба                  |
| 2022 | Марк Тиеба    | Максим Ильбудо     | Сени Компаоре               |
| 2023 | Саюба Кима    | Максим Ильбудо     | Сансан Да Абубакар Савадого |
| 2024 | Махамади Йиго | Дауда Рко Савадого | Клемент Уйя                 |

## Гана
| Номер | Год  | 1                   | 2             | 3                |
| ----- | ---- | ------------------- | ------------- | ---------------- |
| 1     | 1998 | Чарльз Хьюард-Миллс | Джордж Африфа | Бенджамин Аджайе |

## Гвинея
| Год  | 1                 | 2                | 3                            |
| ---- | ----------------- | ---------------- | ---------------------------- |
| 2005 | Лайе Уссу Диавара | Секу Амаду Сиссе | Шарль Акой Сулейман Папа Соу |

## Замбия
| Год  | 1               | 2                 | 3               |
| ---- | --------------- | ----------------- | --------------- |
| 2012 | Кеннеди Фири    | Мвааза Сакала     | Элиас Мункондиа |
| 2013 | Элиас Мункондиа | Хермен Крусберген | Мвааза Сакала   |

## Камерун
| Год  | 1          | 2                 | 3             |
| ---- | ---------- | ----------------- | ------------- |
| 2016 | Ландри Нга | Жан Марк Нджофанг | Леопольд Кугу |
| 2017 | Ландри Нга | Арно Фото         | Ландри Нга    |
| 2024 | Ландри Нга | Эммануэль Тамга   | Леопольд Кугу |

## Республика Конго
| Год  | 1              | 2               | 3                 |
| ---- | -------------- | --------------- | ----------------- |
| 1990 | Марсель Муанда | Даниэль Гамбану | Дьедонне Бабакана |

## Демократическая Республики Конго
| Год  | 1                      | 2                   | 3                     |
| ---- | ---------------------- | ------------------- | --------------------- |
| 2017 | Дидье Лукеба Куэно     | Дуглас Сиала Понги  | Алаин Дингомбе Букаса |
| 2022 | Бийай Эвинс Нкенда     | Джема Игнас Экофо   | Мукенди Рейган Лютета |
| 2024 | Динсанда Колис Дилунда | Нгома Пелерин Киаку | Кинсаси Мишель Ланду  |

## Мали
| Год  | 1                          | 2                                                | 3           |
| ---- | -------------------------- | ------------------------------------------------ | ----------- |
| 1999 | Соломан Сиссоко            | Сейду Сумаоро Мусса Киссима Тункара Мусса Намого | -----       |
| 2005 | Сулейман Бах Дауда Диаките | -----                                            | Шейкне Сако |